# عبد المحسن بن عبد الله بن جلوي آل سعود
الأمير عبد المحسن بن عبد الله بن جلوي بن تركي آل سعود هو ابن الأمير عبد الله بن جلوي ابن عم الملك عبد العزيز وعضده الأيمن، حفيد الإمام تركي بن عبد الله بن محمد آل سعود مؤسس الدولة السعودية الثانية.
ولد الأمير عبد المحسن في عام 1345هـ - 1926م في مدينة الأحساء حيث كان والده الأمير عبد الله يتولى مهام الحكم في الجزء الشرقي من المملكة، نشأ نشأة صالحة في كنف أشد رجالات الأسرة السعودية تمسكًا بالدين وتطبيقًا للشريعة الإسلامية. فقد حرص والده على تلقينه العلوم الدينية والأدبية على يد كبار علماء الأحساء فحفظ القرآن الكريم وهو في التاسعة من عمره وتميز عن أقرانه بالعكوف على الدراسة والاطلاع بالإضافة إلى بروزه بالفروسية والرماية.
توفي والده الأمير عبد الله بن جلوي بن تركي آل سعود عام 1354هـ - 1935م وهو في التاسعة من عمره فتحمل أخوه الأكبر الأمير سعود بن عبد الله بن جلوي آل سعود مهام الحكم ومهمة رعاية الأسرة من بعد وفاة أبيه.
كان لنضجه المبكر دورًا في ارتقاءه أول منصب حكومي، ففي ربيع 1358هـ - مايو 1939م أثناء احتفال تصدير أول دفعة بترول من ميناء رأس تنورة تم تعيينه من قبل الملك عبد العزيز أميرًا على الظهران التي يتبعها إمارة الخبر، والقطيف، والجبيل، والدمام، كان عمره آنذاك اثني عشر عامًا فقط ومع صغر سنه إلا أنه أثبت جدارته في تسيير شؤون الإمارة وضبط الأمن فيها.
وفي عام 1372هـ - 1952م أصبحت الظهران ملتقى الوفود الأجنبية لاتساع أعمال شركة أرامكو مما أدى إلى انتقال الأمير سعود بن عبد الله بن جلوي آل سعود إلى الدمام وجعلها عاصمة الإقليم وتولى الأمير عبد المحسن بن جلوي إمارة الأحساء.
في عام 1386هـ - 1967م توفي الأمير سعود بن عبد الله بن جلوي آل سعود فتولى الأمير عبد المحسن منصب أمير المنطقة الشرقية حتى 1405هـ- 1986م وقد وافته المنية بعد عودته من صلاة فجر يوم الأربعاء 22 جمادى الآخرة 1408هـ الموافق 10 فبراير 1988م

## أسرته

### زوجاته
- الأميرة قماشة بنت عبد الرحمن بن محمد المسفر (متوفاة؛ وصُلّي عليها يوم الجمعة 21 رمضان 1438هـ الموافق 16 يونيو 2017م بعد صلاة العصر في جامع الأمير عبد المحسن بن عبد الله بن جلوي آل سعود بالدمام، وقد تقبل التعازي للرجال والنساء في قصر الأمير عبد المحسن على كورنيش المباركية بعد صلاة التراويح[1][2][3]). والدة الأميرة منيرة، الأميرة سارة، الأميرة جواهر، والأميرة مشاعل.
- الأميرة قماشة البلوشي. والدة الأمير فهد.
- الأميرة هيلة بنت عبد العزيز بن عبد الله الربدي. لم تنجب.

أبناؤه
- الأمير فهد بن عبد المحسن بن عبد الله آل سعود
- الأميرة منيرة بنت عبد المحسن بن عبد الله آل سعود
- الأميرة سارة بنت عبد المحسن بن عبد الله آل سعود
- الأميرة جواهر بنت عبد المحسن بن عبد الله آل سعود
- الأميرة مشاعل بنت عبد المحسن بن عبد الله آل سعود